# Сарони, Герман
Герман Сарони (нем. Herrman S. Saroni; 1823, Лейпциг — 29 августа 1900, Мариетта, штат Огайо) — американский музыкальный критик, дирижёр и композитор немецкого происхождения.
Вырос в Германии и в дальнейшем говорил о себе как об ученике Феликса Мендельсона. Жил и работал в США с 1844 года, гражданин США с 1859 года.
На рубеже 1840—1850-х гг. был заметной фигурой в музыкальной жизни Нью-Йорка, выступая как ведущий организатор концертов камерной музыки (с участием, в частности, Отто Дрезеля, Карла Бергмана и других). В 1849—1851 гг. главный редактор и издатель еженедельной газеты «Musical Times» (основанной годом ранее Генри К. Уотсоном); на страницах газеты последовательно выступал в поддержку американской музыки (и против её вытеснения из репертуара второстепенными немецкими авторами), за создание в США собственной консерватории. В 1852 г. составил и выпустил «Музыкальный справочник» (англ. Musical Vade Mecum: A Manual of the Science of Music). Перевёл с немецкого учебник композиции А. Б. Маркса, выдержавший несколько изданий.
Затем перебрался в Коламбус (штат Джорджия), где в 1855 году основал и возглавил симфонический оркестр (по разным подсчётам, второй или третий в истории США), просуществовавший до начала Гражданской войны. Позднее жил в Алабаме, Миннесоте и Огайо, занимаясь как преподаванием музыки, так и предпринимательской деятельностью (в частности, в области производства паровых машин).
Автор оперетт «Близняшки» (англ. The Twin Sisters; 1860) и «Лили-Белл, проказливая фея» (англ. Lily-Bell, the Culprit Fay; 1868), маршей и полек для фортепиано, вокальных сочинений.